# Cross (film)
Cross è un film del 2011 diretto da Patrick Durham.

## Trama
Callan ha ottenuto grazie a un'antica croce celtica degli straordinari poteri fisici che usa per collaborare, insieme a un gruppo di agenti speciali, con l'FBI al fine di combattere le forze del crimine, capitanate da Erlik, e difendere l'armonia della città di Los Angeles.

## Produzione e distribuzione
Il film è uscito in Italia sotto forma di DVD l'8 giugno 2011.